# Начертательная геометрия
Начерта́тельная геоме́трия — раздел геометрии, в котором изучаются методы решения и исследования пространственных задач путем построения их изображений на плоскости.

## История создания начертательной геометрии
В своём классическом произведении «Geometrie descriptive» («Описательная геометрия»), опубликованном в 1798 г., Гаспар Монж разработал общую геометрическую теорию, дающую возможность на плоском листе, содержащем ортогональные проекции трёхмерного тела, решать различные стереометрические задачи.
Им была создана абстрактная геометрическая модель реального пространства, согласно которой каждой точке трёхмерного пространства ставится в соответствие две её ортогональные проекции на взаимно перпендикулярные плоскости. Со временем, проекционный чертёж, построенный по правилам начертательной геометрии, становится рабочим инструментом инженеров, архитекторов и техников всех стран.
Монж использовал в своей теории термины «горизонталь», «горизонтальная линия проекции» и «горизонтальная плоскость проекций», а также «вертикаль», «вертикальная линия проекции» и «вертикальная плоскость проекций». Наличие установившихся терминов в профессиональной среде, по мнению Монжа, является достаточным основанием к отказу от введения в оборот более общей абстрактной терминологии:
«Кроме того, поскольку большинство специалистов, применяющих метод проекций. привыкло иметь дело с положением горизонтальной плоскости и направлением линии отвеса, они обычно предполагают, что из двух плоскостей проекций одна — горизонтальная, а другая — вертикальная.»

## Терминология
- Фронталь или фронтальная прямая — прямая, параллельная фронтальной плоскости проекции в аксонометрическом или ортогональном чертеже, проецируется на фронтальную плоскость в истинную величину[4][5].
- Горизонталь или горизонтальная прямая — прямая, параллельная горизонтальной плоскости проекции в аксонометрическом или ортогональном чертеже, проецируется на горизонтальную плоскость в натуральную величину[4][5].
- Профильная прямая — это прямая, параллельная профильной плоскости проекций в аксонометрическом или ортогональном чертеже, проецируется на профильную плоскость в натуральную величину[4][5].

## Основные принципы

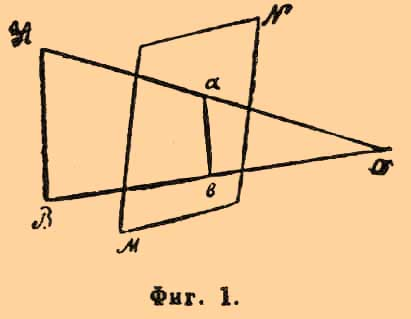
Рисунок 1

Представим себе, что в точке O (рис. 1) находится глаз человека, смотрящего на предмет AB. Вообразим между глазом и предметом плоскость MN, расположенную перпендикулярно к той линии, вдоль которой глаз смотрит. Проведём из O прямые к тем точкам предмета, которые характеризуют его форму. Эти прямые, называемые проекционными лучами, пересекут плоскость MN в различных точках. Совокупность таких точек ab и составит картину предмета AB, служащую его изображением. Поэтому плоскость MN и называется плоскостью картины. Точка пересечения проекционного луча и плоскости картины называется центральной проекцией или перспективой той точки предмета, из которой исходит данный проекционный луч. Такой способ изображения предмета называется перспективой. Если вместо того, чтобы проводить проекционные лучи от точек предмета к глазу, мы будем опускать перпендикуляры из точек предмета на плоскость картины, то полученное изображение, представляемое совокупностью оснований этих перпендикуляров, будет сохранять некоторое сходство с перспективным. Действительно, чем больше точка O будет удалена от предмета, тем больше проекционные лучи будут приближаться к положению взаимно параллельному и перпендикулярному к плоскости картины. Такое изображение называется ортогональной проекцией. Итак, в ортогональной проекции каждая точка предмета изображается основанием перпендикуляра, опущенного из неё на плоскость картины. Получение по данному чертежу истинных размеров и другие построения несравненно проще выполняются при ортогональном проектировании, чем при перспективе.
Основная идея начертательной геометрии заключается в следующем: если имеются две ортогональные проекции предмета на две плоскости, различным образом относительно предмета расположенные, то, с помощью сравнительно несложных построений над этими двумя изображениями, можно получить истинные размеры предмета, истинный вид его плоских линий и ортогональную проекцию на любую заданную третью плоскость. Конечно, для этого необходимо знать, в каком масштабе были даны заданные две ортогональные проекции, то есть в каком общем отношении весь чертёж был уменьшен или увеличен против действительности. Обыкновенно задают вид предмета его ортогональными проекциями на такие две плоскости, из которых одна горизонтальна и называется планом, а другая вертикальна и называется фасадом. Их также называют горизонтальной и вертикальной плоскостями проекции. Ортогональная проекция предмета на плоскость, перпендикулярную к плану и фасаду, называется боковым видом. Весьма важный приём начертательной геометрии заключается в том, что плоскость фасада, бокового вида и всякие другие плоскости, на которые проектируется предмет, мысленно отгибают на плоскость плана поворотом около прямой, по которой план пересекается с отгибаемой плоскостью. Этот приём называется совмещением. Дальнейшие построения
совершаются уже на таком совмещённом чертеже, как это указано ниже. Так как всякий предмет представляет собой совокупность точек, то прежде всего необходимо познакомиться с изображением плана и фасада точки на совмещённом
чертеже.

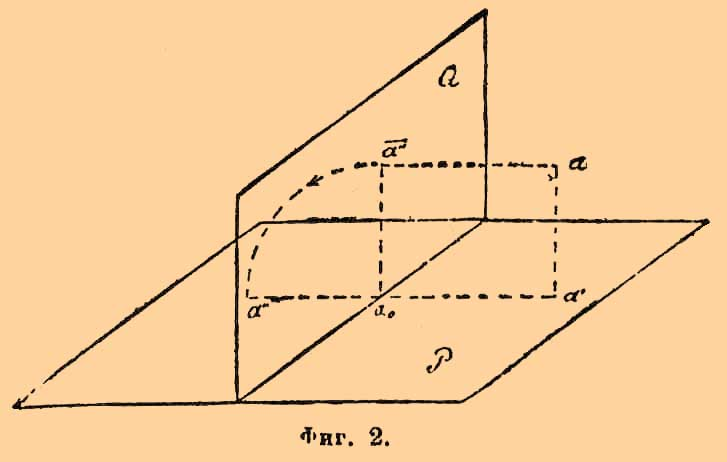
Рисунок 2

Пусть a (рис. 2) будет данная точка; P плоскость плана; Q плоскость фасада. Опустив из a перпендикуляр на план, получим план a'  точки  a; опустив из a перпендикуляр на фасад, получим фасад b  точки
a. Перпендикуляры aa'  и ab называются проектирующими линиями. Плоскость baa' , определяемая проектирующими линиями, называется проектирующей плоскостью. Она перпендикулярна как к плану, так и к фасаду и, следовательно, перпендикулярна к пересечению плоскости плана и фасада, называемому общим прорезом. Пусть a оесть та точка, в которой проектирующая плоскость пересекается с общим прорезом: a о a' и aob  будут перпендикулярны к общему прорезу. При данных плоскостях плана и фасада положение точки a вполне определяется её планом a'  и фасадом b, так как a находится на пересечении перпендикуляра, восставленного из a'  к плоскости плана, с перпендикуляром, восставленным из b к плоскости фасада. Для получения совмещённого чертежа повернём плоскость Q фасада в направлении, указанном стрелкой, около общего прореза до совпадения с плоскостью плана. При этом точка b упадёт в a". Таким образом точка a", представляющая собой совмещённый фасад точки a, будет лежать на продолжении перпендикуляра a’ao, опущенного из плана a'  на общий прорез.

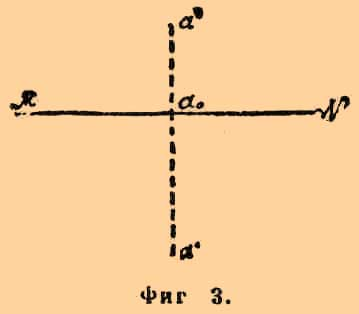
Рисунок 3

Таким образом получится совмещённый чертёж, изображённый на рис. 3, где MN есть общий прорез; a'  — план и a" — совмещённый фасад точки a, которая сама уже не изображается.
Начертательная геометрия имеет дело только с совмещёнными чертежами; каждая точка даётся
планом и совмещённым фасадом; к чертежам же, исполненным обыкновенными приёмами
(каковы у нас рис. 1, 2 и 5), прибегают только в начале изучения этой науки.

### Проекция прямой

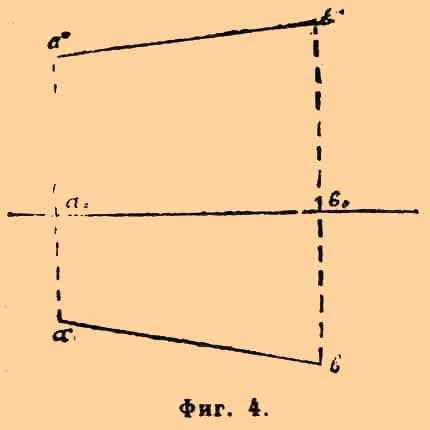
Рисунок 4

Прямая определяется двумя точками. Следовательно, если
имеется план и фасад (совмещённый) двух точек a и b, лежащих на
прямой, то прямая a’b' , соединяющая планы точек a
и b, будет планом прямой ab и прямая a"b", соединяющая
фасады точек a и b, будет фасадом прямой ab. На чертеже
4 изображена прямая ab  своими планом и фасадом.

## Типовые приёмы

### Определение истинной длины прямолинейного отрезка заданного планом и проекцией

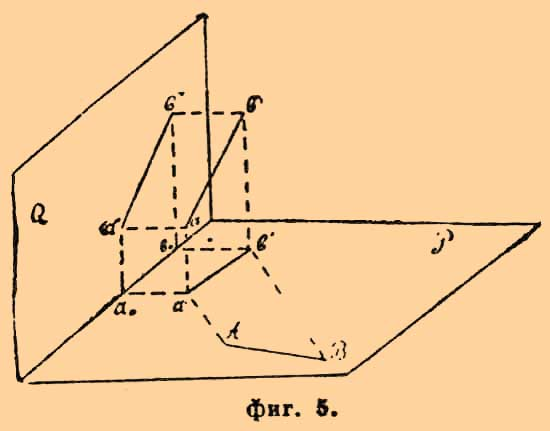
Рисунок 5

Воспользуемся чертежом, исполненным обыкновенным способом (рис. 5).
Пусть ab есть данный прямолинейный отрезок, a’b' 
его план a"b" его фасад. Повернём плоскость a’abb' 
около прямой a’b'  и отогнём её в положение a’b’BAна плоскость плана. При этом отрезок ab примет положение AB.  Следовательно:
Aa' = aa' = a"ao
Bb' = bb' = b"bo

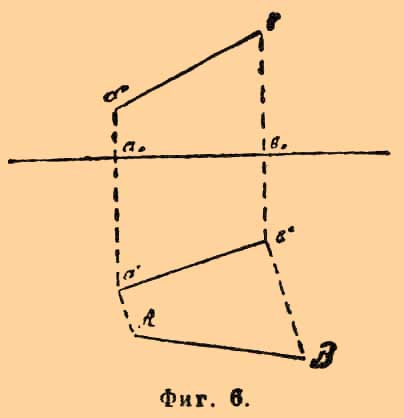
Рисунок 6

Перпендикулярность прямых a’a и b’b к a’b'  не изменилась,
следовательно, чтобы по данному плану и фасаду прямолинейного отрезка на
совмещённом чертеже (рис. 6) определить истинную его длину, нужно: восставить из
a'  и b'  к плану a’b'  перпендикуляры и на них отложить: a’A=aoa"; b’B=bob".
Прямая AB  и будет равна истинной длине прямой ab.
На этом примере и видим, что на чертеже 5,
исполненном обыкновенным способом, прямая ab изображена
в укороченном виде соответственно тому, как мы её видим, и так как степень этого
укорочения неизвестна, то по чертежу 5 нельзя определить истинного расстояния
ab. Между тем на чертеже 6, хотя сама прямая ab и не изображена, а даны только её план a’b'  и фасад a"b", то по
ним можно совершенно точно определить представляемую ими прямую.

### Определение бокового вида точки по данным её плану и фасаду

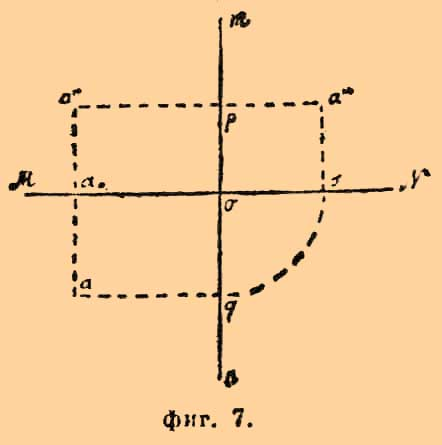
Рисунок 7

Пусть a'  есть план и a" фасад заданной точки (рис. 7),
плоскость же бокового вида пересекает плоскость плана по прямой on
и плоскость фасада по прямой om.
При совмещении плоскостей плана и фасада om и on окажутся лежащими на одной прямой mn, перпендикулярной к MN, так как мы предполагаем, что плоскость бокового вида перпендикулярна к плоскостям плана и фасада. Совмещение трёх плоскостей предполагаем происшедшим следующим образом: сначала плоскость бокового вида была совмещена вращением около om с плоскостью фасада; затем они обе вращением около MN были совмещены с плоскостью плана, которая и представляет собой плоскость чертежа. Не трудно видеть, что при этом расстояние a"s бокового вида a"' точки a от  MN будет равно a о a" и расстояние а'« от om  будет равно aoa'. Отсюда получаем такое построение: когда заданы a'  и a», то проводим к MN перпендикуляр mn и на него опускаем перпендикуляр a’q из a' ; радиусом oq описываем из центра o дугу, которая пересечёт MN в точке s; из s восставляем перпендикуляр к MN. Пересечение этого перпендикуляра с прямой, проведённой через фасад a" параллельно MN, и будет боковым видом  a'".

### Определение бокового вида многоугольника

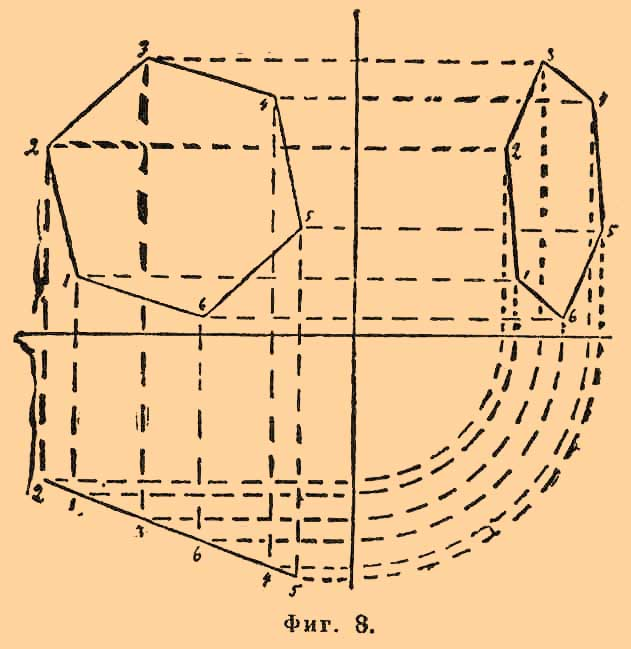
Рисунок 8

Если даны (рис. 8) план и фасад сторон многоугольника, а следовательно, и его вершин, то, строя боковые виды
вершин, получим и боковой вид многоугольника. При множестве точек, с которыми
имеем дело на чертеже, удобно их обозначать цифрами.
Подобный прием построения «бокового вида» (точнее — профильной проекции или вида слева) с точки зрения конструктора не позволяет удачно скомпоновать чертеж. Для обеспечения последнего, использование осей координат нецелесообразно, так как оно ограничивает возможности компоновки чертежа, заставляя постоянно выдерживать одинаковые расстояния между видами спереди, сверху и слева, что чаще всего бывает нежелательно.
Построить по двум любым видам оригинала третий, удобно скомпоновать чертеж, взамен осей координат помогут «базы отсчета» привязанные к изображениям (видам).

### Проецирование параллелепипеда
Обыкновенно задаются таким положением плоскостей плана и фасада, при котором данный предмет проектируется на них простым чертежом и уже по этому плану и фасаду строят проекцию предмета на такую плоскость, на которой он изображается во всей своей сложности. Первоначальные план и фасад можно даже так выбрать, чтобы на них не искажались некоторые размеры предмета. Покажем это на следующем примере изображения параллелепипеда (рис. 9).

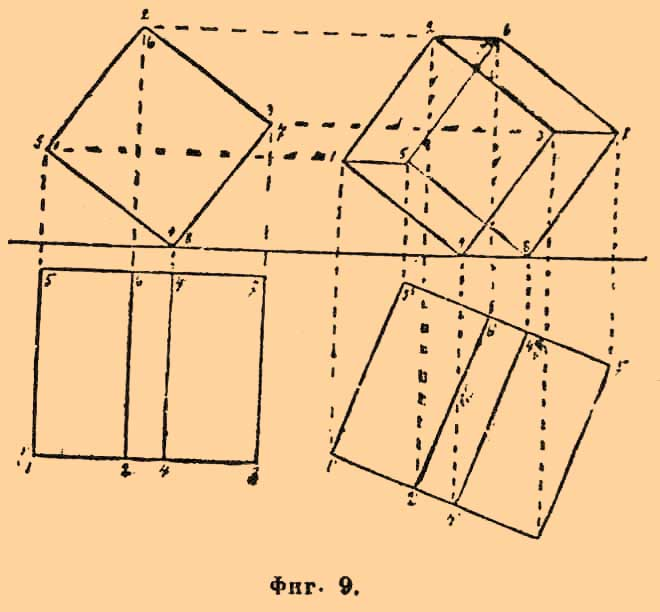
Рисунок 9

Представим себе, что параллелепипед лежит одним из своих рёбер на плоскости плана, а заднее и переднее его основания параллельны плоскости фасада. Тогда эти основания проектируются на фасад, налагаясь одно на другое (заслоняя одно другое), но в истинном виде. На плане получается проекция, в которой сохраняется величина рёбер, параллельных плану. Повернём мысленно параллелепипед около некоторой вертикали и отнесём его несколько в сторону. Тогда и план его повернётся на тот же угол и отнесётся в сторону. Чтобы получить план нового положения, проводим прямую 1’3', составляющую некоторый угол с направлением 1 3 прежнего плана, и на этой прямой строим приёмами обыкновенной геометрии фигуру, равную прежнему плану. Вершины фасада нового положения будут лежать на перпендикулярах, опущенных из вершин нового плана на общий прорез. Кроме того, они будут лежать на параллелях, проведённых из вершин прежнего фасада к общему прорезу, потому что при сказанном перемещении параллелепипеда его вершины остались на прежней высоте от плоскости плана. Итак, пересечения упомянутых перпендикуляров и параллелей и будут вершинами нового фасада. Соединяя их между собой и изображая более слабыми чертами линии, заслонённые параллелепипедом, получим такое его изображение, в котором видны уже все его 12 рёбер. Как для изображения параллелепипеда достаточно изобразить его рёбра, так и для изображения кривой поверхности достаточно изобразить её наиболее
характеристичные линии, между которыми первенствующее значение имеет видимый контур — кривая, по которой проектирующие линии касаются поверхности.

### Пересечение двух круглых цилиндров
Для уяснения способа изображения кривых поверхностей рассмотрим применение Н. геометрии к следующему практическому вопросу. Требуется соединить между собой две трубы, склёпанные из котельного листового железа, так, чтобы одна труба, будучи перпендикулярна другой, врезалась бы в неё более чем на половину своей толщины. Для этого в одной из труб (положим, в большей) должно быть проделано окошко, которое
удобнее, конечно, проделать в листе, из которого делается большая труба, пока она ещё не склёпана. Требуется определить форму того окошка, которое должно быть прорезано в листе, служащем для приготовления большой трубы.
Пусть (рис. 10) плоскость плана будет перпендикулярна к большой трубе, а плоскость фасада параллельна осям обеих труб. Тогда план большой трубы будет окружность 036 и фасад её изобразится прямоугольником ABCD. План малой трубы будет mnpq и фасад abcd. Пусть HF будет фасад диаметральной и параллельной плану плоскости малой трубы. На nm, как на диаметре, опишем дугу nsm. Зададимся какой-нибудь образующей h5 малой трубы и определим фасад той точки взаимного пересечения труб, которая лежит на этой образующей и план которой есть, следовательно, точка 1. Искомый фасад точки, во-первых, должен лежать на перпендикуляре, опущенном на общий прорез из точки 1. Во-вторых, он будет лежать от HF на высоте HS, равной hs. Итак, точка S есть искомый фасад. Задаваясь другими образующими и строя фасады точек взаимного пересечения труб, получают целый ряд точек, соединением которых получится фасад пересечения труб. Теперь развернём полуокружность 036. Задача эта может быть исполнена только приближённо. Она решается с достаточным приближением, если принять длину полуокружности за сумму стороны вписанного квадрата и стороны правильного вписанного треугольника. Сторона вписанного квадрата будет хорда 36, сторона треугольника есть хорда  04, если цифры обозначают деления полуокружности на 6 частей. Сумму этих хорд откладывают на особом чертеже (рис. 11) и делят её на 6 частей. Пусть PQ будет соответствовать упомянутой диаметральной плоскости малой трубы: она должна быть проведена параллельно прямой 012… на расстоянии OP=AE. Восстанавливая из деления 1 перпендикуляр к прямой 012… и откладывая на нём от пересечения его с PQ  величину h’s'=hs=HS, получим точку s'  той искомой кривой, по которой должно быть вырезано в листе MN окошко. Получая таким же путём другие точки искомой кривой, определим и самую эту кривую, изображённую на чертеже (рис. 11).

## Введение
Начертательная геометрия входит в число дисциплин, составляющих основу инженерного образования.
Предметом начертательной геометрии является изложение и обоснование способов изображения и построения трёхмерных объектов на двухмерной плоскости чертежа и методов решения задач геометрического (чертёжного) характера с этими изображениями.
Изображения, построенные по правилам начертательной геометрии, позволяют:
- мысленно представить форму предметов,
- точно определить их взаимное расположение и сопряжение в пространстве,
- определить их истинные размеры,
- исследовать геометрические свойства объектов.

Начертательная геометрия является теоретическим фундаментом практического выполнения технических чертежей, обеспечивая их выразительность и точность. А следовательно и возможность адекватного изготовления по чертежам реальных деталей и конструкций.

## Длина отрезка прямой
Отрезок прямой, расположенный в пространстве параллельно какой-либо плоскости проекций, проектируется на эту плоскость в действительную величину (то есть без искажения).
Длину отрезка прямой по его проекциям определяют как гипотенузу прямоугольного треугольника, одним катетом которого является одна из проекций данного отрезка, а другим катетом — абсолютная величина алгебраической разности расстояний от концов другой проекции отрезка до оси проекций.